# Vaivadiškiai
Vaivadiškiai är en ort i Litauen. Den ligger i den centrala delen av landet, 80 km nordväst om huvudstaden Vilnius. Vaivadiškiai ligger 70 meter över havet och antalet invånare är 170.
Terrängen runt Vaivadiškiai är platt. Runt Vaivadiškiai är det ganska tätbefolkat, med 58 invånare per kvadratkilometer. Närmaste större samhälle är Jonava, 5,6 km söder om Vaivadiškiai. I omgivningarna runt Vaivadiškiai växer i huvudsak blandskog.